# Tristania neriifolia
Tristania neriifolia là một loài thực vật có hoa trong Họ Đào kim nương. Loài này được (Sieber ex Sims) R.Br. miêu tả khoa học đầu tiên năm 1812.

## Hình ảnh

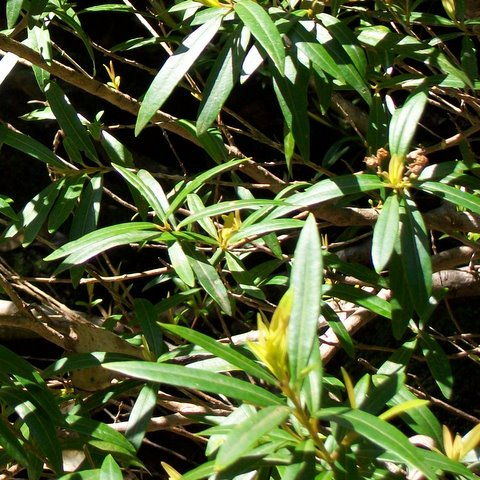
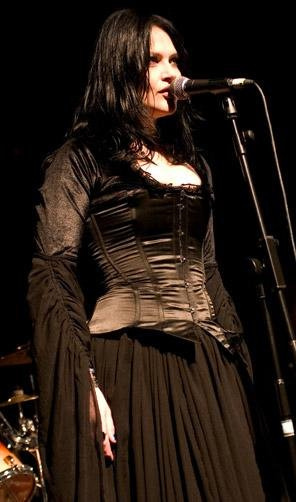